# Diocesi di Goré
La diocesi di Goré (in latino Dioecesis Gorensis) è una sede della Chiesa cattolica in Ciad suffraganea dell'arcidiocesi di N'Djamena. Nel 2021 contava 99.077 battezzati su 340.000 abitanti. È retta dal vescovo Rosario Pio Ramolo, O.F.M.Cap.

## Territorio
La diocesi comprende i dipartimenti di La Nya Pendé e Monts de Lam, nella parte meridionale della provincia del Logone Orientale, in Ciad.
Sede vescovile è la città di Goré, dove si trova la cattedrale di Santa Maria degli Angeli.
Il territorio è suddiviso in 8 parrocchie.

## Storia
La diocesi è stata eretta il 28 novembre 1998 con la bolla Diligentem sane curam di papa Giovanni Paolo II, ricavandone il territorio dalle diocesi di Doba e di Moundou.

## Cronotassi dei vescovi
Si omettono i periodi di sede vacante non superiori ai 2 anni o non storicamente accertati.
- Rosario Pio Ramolo, O.F.M.Cap., dal 28 novembre 1998

## Statistiche
La diocesi nel 2021 su una popolazione di 340.000 persone contava 99.077 battezzati, corrispondenti al 29,1% del totale.
| anno | popolazione | popolazione | popolazione | presbiteri | presbiteri | presbiteri | presbiteri                | diaconi | religiosi | religiosi | parrocchie |
| anno | battezzati  | totale      | %           | numero     | secolari   | regolari   | battezzati per presbitero | diaconi | uomini    | donne     | parrocchie |
| ---- | ----------- | ----------- | ----------- | ---------- | ---------- | ---------- | ------------------------- | ------- | --------- | --------- | ---------- |
| 1999 | 39.797      | 227.696     | 17,5        | 10         | 3          | 7          | 3.979                     |         | 8         | 17        | 5          |
| 2000 | 53.139      | 250.700     | 21,2        | 21         | 9          | 12         | 2.530                     |         | 12        | 9         | 6          |
| 2001 | 57.141      | 255.700     | 22,3        | 22         | 9          | 13         | 2.597                     |         | 14        | 10        | 6          |
| 2002 | 58.732      | 260.800     | 22,5        | 24         | 11         | 13         | 2.447                     |         | 14        | 14        | 6          |
| 2003 | 64.763      | 261.000     | 24,8        | 25         | 10         | 15         | 2.590                     |         | 15        | 17        | 7          |
| 2004 | 66.328      | 266.200     | 24,9        | 25         | 9          | 16         | 2.653                     |         | 16        | 18        | 7          |
| 2006 | 73.118      | 276.930     | 26,4        | 25         | 9          | 16         | 2.924                     |         | 16        | 14        | 8          |
| 2013 | 82.906      | 323.000     | 25,7        | 26         | 8          | 18         | 3.188                     | 1       | 20        | 32        | 8          |
| 2016 | 88.862      | 330.000     | 26,9        | 23         | 8          | 15         | 3.863                     |         | 17        | 30        | 8          |
| 2019 | 96.350      | 336.000     | 28,7        | 25         | 8          | 17         | 3.854                     |         | 20        | 34        | 8          |
| 2021 | 99.077      | 340.000     | 29,1        | 24         | 8          | 16         | 4.128                     |         | 18        | 33        | 8          |